# Aftermath (cortometraje)
Aftermath (en Español: Consecuencia) es un cortometraje español de terror de 1994 escrito y dirigido por Nacho Cerdà. El filme es parte de una serie de cortometrajes realizados por Cerdà y conocidos como «La trilogía de la muerte», en la que se mezclan temas de nacimiento (The Awakening, 1990), muerte (Aftermath) y renacimiento (Génesis, 1998). No hay diálogo hablado en lo que dura la película.

## Argumento
Un par de forenses realizan autopsias a un par de cuerpos. Después que uno se retira, el segundo comienza a trabajar en un tercer cuerpo, una joven mujer identificada como Marta Arnau Marti, muerta en un accidente de tráfico. El hombre primero mutila el cadáver, luego lo utiliza para propósitos necrofílicos mientras que toma fotografías. Después de que finaliza, remueve el corazón de la mujer y completa la autopsia, entonces se lleva el corazón a casa y lo licúa en una fina pulpa para alimentar a su perro con el corazón y se relaja mientras mira la televisión. La película finaliza con un paneo sobre unos periódicos desparramados sobre la mesa del forense, en uno de los cuales se puede leer el obituario de Marta.